# Mes ennemis, je m'en garde !
Pour plus de détails, voir Fiche technique et Distribution.
Mes ennemis, je m'en garde ! (...dai nemici mi guardo io!) est un western spaghetti italien sorti en 1968, réalisé par Mario Amendola.

## Synopsis
Au moment de mourir, un major sudiste confie à Alan Burton l'un des trois dollars spéciaux qui permettront à leur propriétaire de prendre possession d'un trésor.

## Fiche technique
- Titre français : Mes ennemis, je m'en garde !
- Titre original italien : ...dai nemici mi guardo io!
- Genre : Western spaghetti
- Réalisation : Mario Amendola (sous le pseudo d'Irving Jacobs)
- Scénario : Bruno Corbucci, Mario Amendola
- Production : Luigi Rovere pour Regal Selenia
- Photographie : Aldo Giordani
- Montage : Renato Cinquini
- Musique : Carlo Rustichelli
- Année de sortie : 1968
- Durée : 97 min
- Langue : italien
- Pays de production :  Italie
- Distribution en Italie : Variety Distribution
- Date de sortie en salle en France : 24 juin 1970[2]

## Distribution
- Charles Southwood : Alan Burton
- Julián Mateos : Hondo
- Mirko Ellis : El Condor
- Alida Chelli : Juana
- Ivano Staccioli (sous le pseudo de John Heston)
- Marco Rual
- Roberto Biciocchi
- Vladimiro Tuicovich
- Vittorio Manfrino
- Maria Mizar Ferrara
- Arrigo Peri
- Vasco Santoni
- Giovanni Ivan Scratuglia
- Luigi Scavran
- Piero Morgia (it)
- Dada Gallotti
- Jean Daniel Fiorino
- Pietro Ceccarelli